# Mary Honeyball
Mary Honeyball (n. 28 noiembrie 1952) este un om politic britanic, membru al Parlamentului European în perioadele 1999-2004 si 2004-2009 din partea Regatului Unit.
1. ↑  Deputații în Parlamentul European